# Fútbol Club Barcelona (balonmano)
La sección de balonmano del Fútbol Club Barcelona fue creada el 23 de noviembre de 1943 y actualmente disputa la Liga Asobal. Es la sección profesional más laureada de la entidad contabilizando 166 copas y el club más laureado del mundo en balonmano, al ser el conjunto que acumula más títulos tanto a nivel nacional como europeo y mundial.
Los jugadores de la sección han ganado todos los grandes títulos de clubes que se disputan en el balonmano nacional, europeo, y mundial. Además, la sección de balonmano azulgrana también es la sección del club más laureada en los Juegos Olímpicos, puesto que hasta Tokio 2020 un total de 38 jugadores de la sección habían conseguido medallas olímpicas.
El 18 de noviembre de 2021 alcanzó los 500 partidos en competición europea. Con una balance de 376 victorias, 25 empates y 98 derrotas con 21 títulos, 10 de Copa de Europa.

## Historia

### Fundación oficialmente el 23 de noviembre de 1943
Originalmente, este deporte se jugaba en campos de fútbol y con once jugadores, no fue hasta la década del cincuenta que comenzó a practicarse en la modalidad que ahora conocemos, con equipos de siete jugadores y en pista de 40 x 20 mts, 
- Éxitos en la modalidad A-11

Los éxitos del balonmano comenzaron la misma temporada de la fundación de la sección de balonmano.
Campeones del Campeonato de Cataluña las temporadas 1943/44-- 44/45--45/46-- 46/47--48/49--50/51--53/54--54/55--56/57 y  58/59
Campeones del Campeonato de España las temporadas 1944/45--45/46--46/47--48/49--50/51 y  56/57
| Campeonato de España A-11 (6/2)    |      | 2.º  | 1.º  | 1.º  | 1.º  |      | 1.º  |      | 1.º  |      |      | 2.º  |      |      | 1.º  |      |      |
| Campeonato de Cataluña A-11 (10/3) |      | 1.º  | 1.º  | 1.º  | 1.º  | 2.º  | 1.º  | 2.º  | 1.º  | 2.º  |      | 1.º  | 1.º  |      | 1.º  | 1.º  |      |
| Temporada                          | 1943 | 1944 | 1945 | 1946 | 1947 | 1948 | 1949 | 1950 | 1951 | 1952 | 1953 | 1954 | 1955 | 1956 | 1957 | 1958 | 1959 |

El día 1 de febrero de 1959, en el campo de les Corts de Barcelona, se disputaría el último encuentro de balonmano en su modalidad a once jugadores entre el BM Granollers y el CD Sabadell en la final del Campeonato de España, venciendo el equipo del  BM. Granollers por 17 a 8

### Consolidación del modelo actual A-7
Los primeros éxitos en la nueva modalidad de siete jugadores  no llegaron hasta el final de la década de los sesenta con la conquista de la primera liga y la primera copa, en la temporada 1968/69. La construcción e inauguración del Palau Blaugrana en 1971, que ofreció un espacio propio y mayor para las secciones en pista cubierta del F. C. Barcelona, sirvió para consolidar el nuevo modelo. Si bien durante la década de los setenta, donde dominaban el Granollers, el Calpisa y el Atlético de Madrid, solo se alcanzaron dos copas y una liga, lo que sería el comienzo de la mejor época en la historia de la sección.

### Comienza la época dorada
La década de los 80  coincidiendo con la llegada de Valero Rivera a la dirección técnica del equipo en 1984, cuando se inicia un periodo excepcional el cual estuvo lleno de títulos. Desde entonces y durante dos décadas la sección consigue numerosos éxitos tanto en España como en Europa. El F. C. Barcelona es el claro dominador del balonmano español alcanzando cinco Ligas de manera consecutiva desde 1987 a 1992 y otras cinco de 1995 al 2000, además de ganar nueve Copas del Rey hasta el año 2001.

### Dominio abrumador en Europa

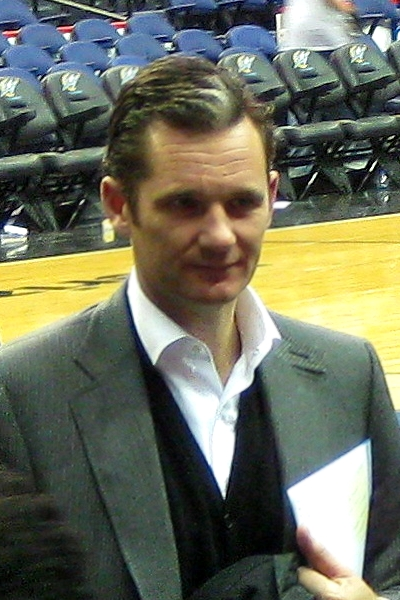
Iñaki Urdangarín, estandarte del "Dream Team". El Barça retiró el nº 7 en su honor.

La hegemonía que el Barça imponía en España se tradujo también a nivel continental. El conjunto azulgrana, liderado por Serrano y Sagalés, ganó tres Recopas consecutivas a mediados de los 80. Además, se conquistó la primera Copa de Europa, en el año 1991, y dos Recopas consecutivas a mediados de los 90s. Pero lo mejor de la escuadra se vería entre 1996 hasta el 2000, cuando el equipo de Valero Rivera conquistó cinco Copas de Europa de manera consecutiva, un hito que nunca ningún otro equipo había conseguido. Este dominio abrumador se completó con cuatro Supercopas de Europa consecutivas.

### Adiós alDream teamy cambio de modelo
En la temporada 2003-2004 Valero Rivera dejó la dirección técnica del equipo azulgrana, junto con uno de los mitos del balonmano barcelonista, Enric Masip. Junto con ellos Iñaki Urdangarín, Rafael Guijosa, Ortega, Andrei Xepkin y Xavier O'Callaghan, entre otros, se acababa el Dream Team del balonmano, un equipo de ensueño e irrepetible. La salida de Rivera y la llegada al banquillo de Xesco Espar, con Masip y O'Callaghan como responsables de la sección, significó un cambio importante. Pero los éxitos continuaron. Liderados por el capitán David Barrufet, superviviente del Dream Team, y con jugadores como László Nagy, Dragan Skrbic o Iker Romero, entre otros, este nuevo modelo ha continuado sumando buenos resultados. 
En 2009 Xavi Pascual asume el cargo de entrenador del F. C. Barcelona cuando el club decidió relevar Manolo Cadenas en el banquillo, y se inicia una etapa de éxitos deportivos consiguiendo en alguna ocasión todos los títulos de las competiciones disputadas (Super Globe, Velux EHF Champions League, Liga Asobal, Copa del Rey, Supercopa Asobal, Copa Asobal, y Supercopa de Cataluña).
En el año 2013, en la primera participación del Barça en el Campeonato del Mundo de Clubes de balonmano (IHF Super Globe), los azulgranas lograron el título de la Super Globe y completaron todo el palmarés del balonmano mundial.
En la temporada 2013-14 por primera vez en su historia la sección de balonmano finalizó la Liga Asobal ganando todos los partidos (30 triunfos en 30 partidos de Liga Asobal). En esta temporada los azulgranas también consiguieron el récord histórico de goles (1.146) de la Liga Asobal.
En el año 2014, en su segunda participación en el Campeonato Mundial de Clubes de balonmano los azulgranas consiguieron revalidar el título de la Super Globe, y se convirtieron en bicampeones del Mundial de Clubes de balonmano.
En la temporada 2014-15 el equipo de balonmano azulgrana ganó los siete títulos en juego de la temporada (EHF Champions League, Liga Asobal, Mundial de Clubes, Supercopa de Cataluña, Supercopa Asobal, Copa Asobal y Copa del Rey). Solo el Barça de Valero Rivera había conseguido este hito, en la temporada 1999-00. En la Liga Asobal volvieron a ganar todos los partidos de la competición. 
Durante las temporadas 2013-14, 2014-15, 2015-16, y 2016-17 finalizaron la competición regular de la Liga Asobal invictos tras sumar su victoria número 121 de forma consecutiva, y ganaron todos los partidos disputados en las todas las competiciones nacionales y regionales (Liga Asobal, Supercopa Asobal, Copa Asobal, Copa del Rey y Supercopa de Cataluña).
En el año 2017 el equipo de Xavi Pascual consiguió su tercera Super Globe (Mundial de Clubes) de la IHF tras superar en la final al Füsche Berlin. En las competiciones nacionales y regionales de la temporada 2017-18 el equipo volvió a ganar la Liga Asobal, la Supercopa Asobal, la Copa del Rey y la Supercopa de Cataluña.  
En el año 2018 volvió a ganar por cuarta vez el Mundial de Clubs (Super Globe) después de superar al Füchse Berlín (24-29), que fue el mismo rival de la pasada edición.
En la temporada 2018-2019 ganó todos los títulos que disputó (Liga Asobal, Mundial de Clubes, Supercopa de Cataluña, Supercopa Asobal, Copa Asobal y Copa del Rey), excepto la EHF Champions League. En la Liga ASOBAL la obtención del título en la jornada 23 supuso un nuevo récord ya que fue la primera vez que el campeonato coronó al campeón a siete jornadas para la conclusión del mismo. En las nueve Ligas ASOBAL seguidas, el Barça consiguió cuatro temporadas con plenos de victorias (2013-14, 2014-15, 2015-16 y 2016-17) y solo cedió 1 empate en la temporada 2018-19, 1 derrota en las temporadas 2010-11, 2011-12 y 2012-13, y 1 derrota y 1 empate en la temporada 2017-18.
En el inicio de la temporada 2019-2020 venció al club Kiel alemán en Arabia Saudí y consiguió su quinto Mundial de Clubes, el tercero de manera consecutiva.
El equipo azulgrana se muestra imparable en la Liga ASOBAL, consiguiendo diez campeonatos de Liga ASOBAL de forma consecutiva (desde la temporada 2010-11 hasta la temporada 2019-20) tras la disputa de 287 encuentros, con 281 victorias, dos empates y solo cuatro derrotas. Los capitanes Víctor Tomàs, Raúl Entrerríos y Cedric Sorhaindo, además de Aitor Ariño y el técnico Xavi Pascual, participan en la consecución de los 10 títulos ligueros consecutivos. Además, desde la temporada 2013-14 hasta la temporada 2019-20 también suma de manera consecutiva 7 Copas del Rey, 7 Copas Asobal, 7 Supercopas de España y 6 Supercopas de Cataluña, y mantienen una racha invicta de 63 partidos en estas competiciones: 24 de Copa del Rey, 18 de Copa Asobal, 8 de Supercopa de España y 13 de Supercopa de Cataluña.
En la temporada 2020-21 el equipo azulgrana se proclama campeón de la EHF Champions League por décima vez, después de realizar una temporada absolutamente impecable consiguiendo los 6 títulos que disputó (Supercopa de Cataluña, Supercopa de España, Copa del Rey, Liga Asobal, Copa Asobal y Copa de Europa) y ganando todos los partidos disputados (61 victorias en 61 partidos). El técnico Xavi Pascual dejó el banquillo culé, después de 12 años, con 61 títulos en su palmarés particular, siendo sustituido por el exjugador del club Antonio Carlos Ortega.
En la temporada 2021-22, tras los éxitos conseguido la temporada anterior, los azulgrana certifican un nuevo sextete, donde el único título que se escapó fue la Super Globe en octubre. Los barcelonistas ganaron en esta temporada la Supercopa de España, la Supercopa de Catalunya, la Copa del Rey, la Liga Sacyr ASOBAL, la Copa Sacyr ASOBAL y finalmente la Champions. El equipo acaba la temporada ganando la 11.ª Champions de la historia azulgrana. El Barça revalida el título en Colonia, siendo el primer equipo que gana dos años consecutivos con el nuevo formato de final a cuatro, y amplía su dominio en el palmarés histórico de la Champions League de balonmano.

## Temporadas recientes
| Temporada                                          | Liga     | Liga     | Liga | Liga | Liga | Liga | Liga | Liga | Liga | Copa    | Supercopa | Copa ASOBAL | Europa      | Europa        | SuperCup | Mundial | Entrenador     | Presidente           |
| Temporada                                          | Posición | Posición | J    | G    | E    | P    | GF   | GC   | Ptos | Copa    | Supercopa | Copa ASOBAL | Competición | Posición      | SuperCup | Mundial | Entrenador     | Presidente           |
| -------------------------------------------------- | -------- | -------- | ---- | ---- | ---- | ---- | ---- | ---- | ---- | ------- | --------- | ----------- | ----------- | ------------- | -------- | ------- | -------------- | -------------------- |
| 1989-90                                            | 1.º      | 1.º      | 30   | 24   | 4    | 2    | 771  | 570  | 52   | 1.º     | 1.º       |             | Champions   | 2.º           |          |         | Valero Rivera  | José Luis Núñez      |
| 1990-91                                            | 1.º      | 1.ª Fase | 14   | 13   | 0    | 1    | 395  | 302  | 26   | Semis   | 1.º       | Semis       | Champions   | 1.º           |          |         | Valero Rivera  | José Luis Núñez      |
| 1990-91                                            | 1.º      | 2.ª Fase | 18   | 15   | 0    | 3    | 452  | 368  | 30   | Semis   | 1.º       | Semis       | Champions   | 1.º           |          |         | Valero Rivera  | José Luis Núñez      |
| 1991-92                                            | 1.º      | 1.ª Fase | 14   | 10   | 2    | 2    | 353  | 291  | 22   | 2.º     | 1.º       | Semis       | Champions   | Semis         |          |         | Valero Rivera  | José Luis Núñez      |
| 1991-92                                            | 1.º      | 2.ª Fase | 14   | 11   | 1    | 2    | 320  | 270  | 23   | 2.º     | 1.º       | Semis       | Champions   | Semis         |          |         | Valero Rivera  | José Luis Núñez      |
| 1992-93                                            | 3.º      | 1.ª Fase | 14   | 10   | 0    | 4    | 343  | 281  | 20   | 1.º     | 2.º       | Semis       | Champions   | Semis         |          |         | Valero Rivera  | José Luis Núñez      |
| 1992-93                                            | 3.º      | 2.ª Fase | 18   | 15   | 1    | 2    | 443  | 388  | 27   | 1.º     | 2.º       | Semis       | Champions   | Semis         |          |         | Valero Rivera  | José Luis Núñez      |
| 1992-93                                            | 3.º      | Playoff  | 5    | 3    | 0    | 2    | 138  | 128  |      | 1.º     | 2.º       | Semis       | Champions   | Semis         |          |         | Valero Rivera  | José Luis Núñez      |
| 1993-94                                            | 3.º      | 1.ª Fase | 14   | 13   | 1    | 0    | 355  | 289  | 27   | 1.º     | 1.º       | 2.º         | Recopa      | 1.º           |          |         | Valero Rivera  | José Luis Núñez      |
| 1993-94                                            | 3.º      | 2.ª Fase | 14   | 11   | 2    | 1    | 341  | 289  | 24   | 1.º     | 1.º       | 2.º         | Recopa      | 1.º           |          |         | Valero Rivera  | José Luis Núñez      |
| 1993-94                                            | 3.º      | Playoff  | 4    | 2    | 0    | 2    | 95   | 93   |      | 1.º     | 1.º       | 2.º         | Recopa      | 1.º           |          |         | Valero Rivera  | José Luis Núñez      |
| 1994-95                                            | 2.º      | 2.º      | 30   | 25   | 2    | 3    | 899  | 726  | 52   |         | 2.º       | 1.º         | Recopa      | 1.º           |          |         | Valero Rivera  | José Luis Núñez      |
| 1995-96                                            | 1.º      | 1.º      | 30   | 29   | 0    | 1    | 956  | 663  | 58   | 2.º     | 2.º       | 1.º         | Champions   | 1.º           |          |         | Valero Rivera  | José Luis Núñez      |
| 1996-97                                            | 1.º      | 1.º      | 30   | 28   | 0    | 2    | 993  | 709  | 56   | 1.º     | 1.º       | Semis       | Champions   | 1.º           | 1.º      |         | Valero Rivera  | José Luis Núñez      |
|                                                    | 1.º      | Liga     | 26   | 24   | 1    | 1    | 817  | 608  | 49   | 1.º     | 1.º       | Semis       | Champions   | 1.º           | 1.º      |         | Valero Rivera  | José Luis Núñez      |
| Playoffs                                           | 1.º      | 5        | 5    | 0    | 0    | 156  | 120  |      |      | 1.º     | 1.º       | Semis       | Champions   | 1.º           | 1.º      |         | Valero Rivera  | José Luis Núñez      |
| 1998-99                                            | 1.º      | Liga     | 26   | 23   | 2    | 1    | 843  | 636  | 48   | 2.º     |           | 2.º         | Champions   | 1.º           | 1.º      |         | Valero Rivera  | José Luis Núñez      |
| 1998-99                                            | 1.º      | Playoffs | 5    | 5    | 0    | 0    | 145  | 120  |      | 2.º     |           | 2.º         | Champions   | 1.º           | 1.º      |         | Valero Rivera  | José Luis Núñez      |
| 1999-00                                            | 1.º      | Liga     | 26   | 22   | 2    | 2    | 809  | 619  | 46   | 1.º     | 1.º       | 1.º         | Champions   | 1.º           | 1.º      |         | Valero Rivera  | José Luis Núñez      |
| 1999-00                                            | 1.º      | Playoffs | 7    | 7    | 0    | 0    | 196  | 153  |      | 1.º     | 1.º       | 1.º         | Champions   | 1.º           | 1.º      |         | Valero Rivera  | José Luis Núñez      |
| 2000-01                                            | 2.º      | 2.º      | 26   | 22   | 1    | 3    | 790  | 720  | 45   | Semis   | 1.º       | 1.º         | Champions   | 2.º           | 2.º      |         | Valero Rivera  | Joan Gaspart         |
| 2001-02                                            | 2.º      | 2.º      | 30   | 25   | 3    | 2    | 912  | 725  | 48   | Cuartos |           | 1.º         | EHF         | 2.º           |          |         | Valero Rivera  | Joan Gaspart         |
| 2002-03                                            | 1.º      | 1.º      | 30   | 26   | 2    | 2    | 960  | 694  | 54   | 2.º     |           | 2.º         | EHF         | 1.º           |          |         | Valero Rivera  | Joan Gaspart         |
| 2003-04                                            | 2.º      | 2.º      | 30   | 24   | 1    | 5    | 953  | 791  | 49   | 1.º     | 1.º       | 2.º         | Champions   | Dieciseisavos | 1.º      |         | Valero Rivera  | Joan Laporta         |
| 2004-05                                            | 4.º      | 4.º      | 30   | 28   | 0    | 2    | 919  | 794  | 56   | 2.º     | 2.º       | Semis       | Champions   | 1.º           |          |         | Xesco Espar    | Joan Laporta         |
| 2005-06                                            | 1.º      | 1.º      | 30   | 22   | 2    | 6    | 966  | 845  | 56   | Semis   |           |             | Champions   | Cuartos       |          |         | Xesco Espar    | Joan Laporta         |
| 2006-07                                            | 4.º      | 4.º      | 30   | 25   | 0    | 5    | 964  | 809  | 50   | 1.º     | 1.º       | Semis       | Champions   | Cuartos       |          |         | Xesco Espar    | Joan Laporta         |
| 2007-08                                            | 2.º      | 2.º      | 30   | 25   | 1    | 4    | 1021 | 818  | 51   | 2.º     | 2.º       |             | Champions   | 4.º           |          |         | Manolo Cadenas | Joan Laporta         |
| 2008-09                                            | 2.º      | 2.º      | 30   | 26   | 1    | 4    | 963  | 777  | 52   | 1.º     | 1.º       | 2.º         | Champions   | 1.ºFase       |          |         | Manolo Cadenas | Joan Laporta         |
| 2009-10                                            | 2.º      | 2.º      | 30   | 27   | 1    | 2    | 974  | 770  | 55   | 1.º     | 1.º       | 1.º         | Champions   | 2.º           |          |         | Xavier Pascual | Joan Laporta         |
| 2010-11                                            | 1.º      | 1.º      | 30   | 29   | 0    | 1    | 1020 | 760  | 58   | Semis   | 2.º       | 2.º         | Champions   | 1.º           |          |         | Xavier Pascual | Sandro Rosell        |
| 2011-12                                            | 1.º      | 1.º      | 30   | 29   | 0    | 1    | 1012 | 752  | 58   | 2.º     | 2.º       | 1.º         | Champions   | Cuartos       |          |         | Xavier Pascual | Sandro Rosell        |
| 2012-13                                            | 1.º      | 1.º      | 30   | 29   | 0    | 1    | 1019 | 679  | 58   | Semis   | 1.º       | 1.º         | Champions   | 2.º           |          |         | Xavier Pascual | Sandro Rosell        |
| 2013-14                                            | 1.º      | 1.º      | 30   | 30   | 0    | 0    | 1146 | 709  | 60   | 1.º     | 1.º       | 1.º         | Champions   | 3.º           |          | 1.º     | Xavier Pascual | Josep Maria Bartomeu |
| 2014-15                                            | 1.º      | 1.º      | 30   | 30   | 0    | 0    | 1187 | 783  | 60   | 1.º     | 1.º       | 1.º         | Champions   | 1.º           |          | 1.º     | Xavier Pascual | Josep Maria Bartomeu |
| 2015-16                                            | 1.º      | 1.º      | 28   | 28   | 0    | 0    | 1059 | 704  | 56   | 1.º     | 1.º       | 1.º         | Champions   | Cuartos       |          | 3.º     | Xavier Pascual | Josep Maria Bartomeu |
| 2016-17                                            | 1.º      | 1.º      | 30   | 30   | 0    | 0    | 998  | 740  | 60   | 1.º     | 1.º       | 1.º         | Champions   | 4.º           |          |         | Xavier Pascual | Josep Maria Bartomeu |
| 2017-18                                            | 1.º      | 1.º      | 30   | 28   | 1    | 1    | 996  | 699  | 57   | 1.º     | 1.º       | 1.º         | Champions   | Octavos       |          | 1.º     | Xavier Pascual | Josep Maria Bartomeu |
| 2018-19                                            | 1.º      | 1.º      | 30   | 29   | 1    | 0    | 1148 | 735  | 59   | 1.º     | 1.º       | 1.º         | Champions   | 3.º           |          | 1.º     | Xavier Pascual | Josep Maria Bartomeu |
| 2019-20                                            | 1.º      | 1.º      | 19   | 19   | 0    | 0    | 730  | 472  | 38   | 1.º     | 1.º       | 1.º         | Champions   | 2.º           |          | 1.º     | Xavier Pascual | Josep Maria Bartomeu |
| 2020-21                                            | 1.º      | 1.º      | 34   | 34   | 0    | 0    | 1315 | 818  | 68   | 1.º     | 1.º       | 1.º         | Champions   | 1.º           |          | 2.º     | Xavier Pascual | Joan Laporta         |
| 2021-22                                            | 1.º      | 1.º      | 30   | 28   | 1    | 1    | 1052 | 797  | 57   | 1.º     | 1.º       | 1.º         | Champions   | 1.º           |          | 2.º     | Carlos Ortega  | Joan Laporta         |
| Temporada                                          | Posición | Posición | J    | G    | E    | P    | GF   | GC   | Ptos | Copa    | Supercopa | Copa ASOBAL | Competición | Posición      | SuperCup | Mundial | Entrenador     | Presidente           |
| Temporada                                          | Liga     | Liga     | Liga | Liga | Liga | Liga | Liga | Liga | Liga | Copa    | Supercopa | Copa ASOBAL | Europa      | Europa        | SuperCup | Mundial | Entrenador     | Presidente           |
| Datos actualizados hasta el 27 de octubre de 2017. |          |          |      |      |      |      |      |      |      |         |           |             |             |               |          |         |                |                      |

## Organigrama Deportivo

### Plantilla 2024-25
|  | Porteros - 1 Gonzalo Pérez de Vargas - 12 Emil Nielsen - 57 Vincent Gérard Extremos izquierdos - 13 Aitor Ariño - 15 Hampus Wanne Extremos derechos - 18 Blaž Janc - 20 Aleix Gómez Pívots - 3 Antonio Bazán - 11 Jaime Gallego - 82 Luís Frade - 99 Javier Rodríguez | Left Backs - 9 Jonathan Carlsbogård - 19 Timothey N'Guessan - 22 Thiagus Petrus - 44 Juan Palomino Central Backs - 06 Pol Valera - 35 Domen Makuc - 88 Petar Cikusa Right Backs - 10 Dika Mem - 66 Melvyn Richardson |

### Traspasos
Traspasos para la temporada 2024–25
Altas
Bajas

### Históricos

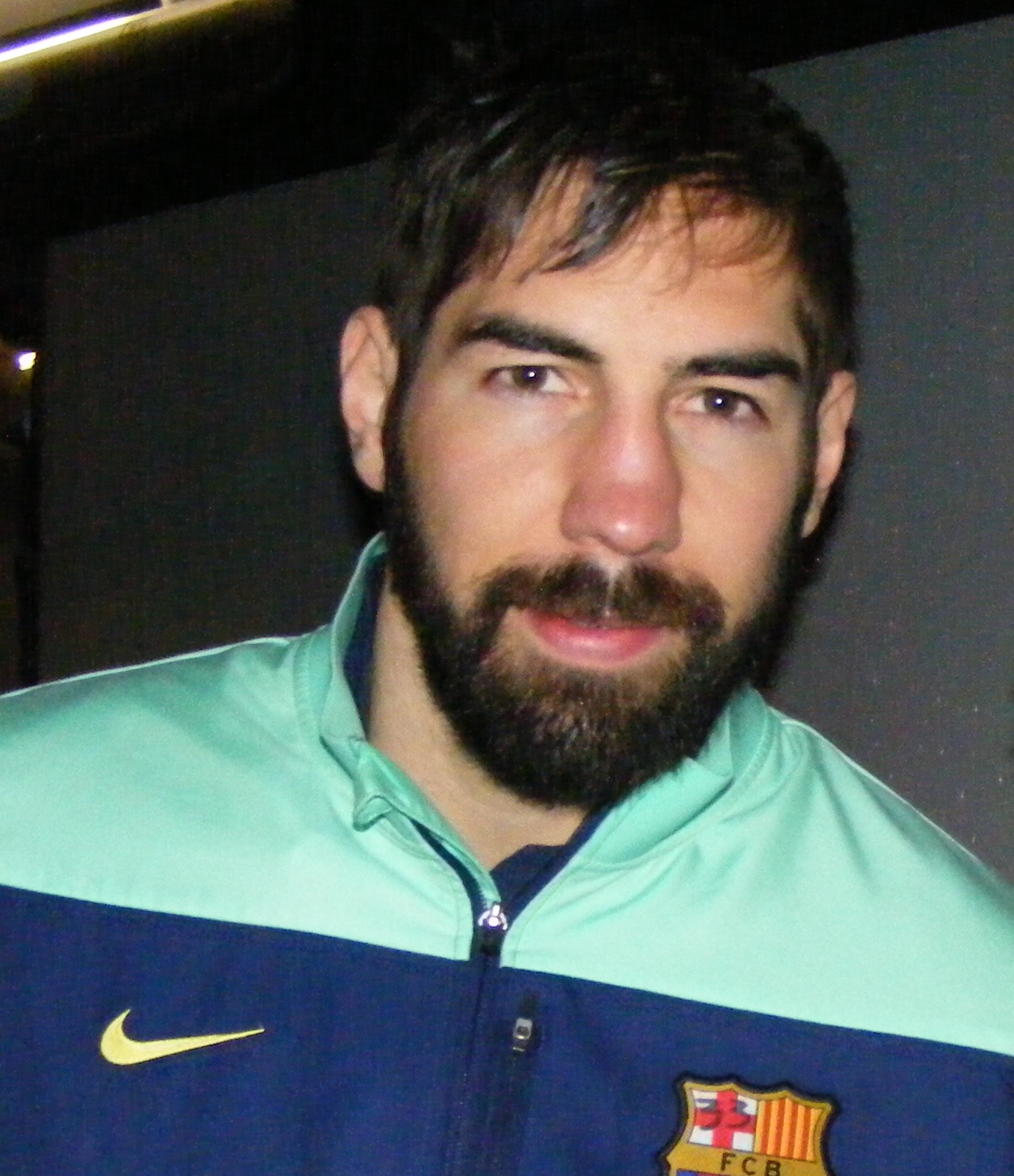
Nikola Karabatić, considerado uno de los mejores jugadores de balonmano de todos los tiempos

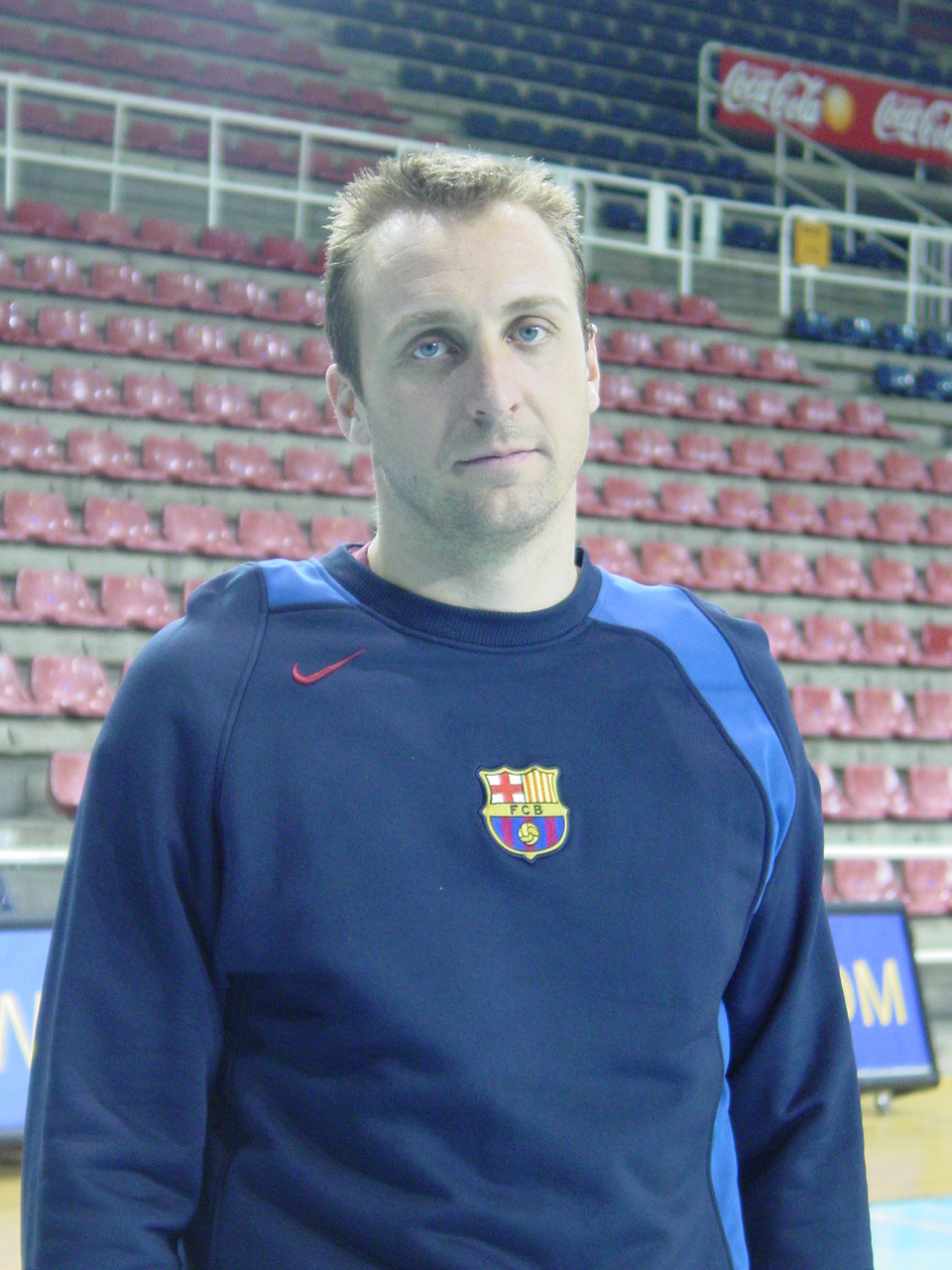
David Barrufet, fue portero y capitán del conjunto azulgrana.

- Años 1940-1950: Joan Barbany, Salvador Mercade, Lluis Miracle, Joan Cañadell, Lluis Franquesa, Joan Prhen, Ricardo Sanchez, Jaume Barjau, Josep Rodes
- Años 1950-1960: Lluis Miracle,Joan Prhen,Salvador Mercade,Ricardo Sanchez,Josep Massaguer, Joan Rabasso, F. Paradell
- Años 1960-1970: Roland Arne,A. Gussi,Joan Prhen,Guillem Portabella,Roman Jarque,Jose Luis Garcia,Jose Luis Morillo, Josep Perramon,Antoni Sagarra,Ramon Domenech, Jordi Gibert,Quico Lopez Balsells
- Años 1970-1980: Quico Lopez Balsells,Carlos Eguino,Llorenç Falomir,Juan Morera,Valero Rivera,Jº Mª Rosell, Faustino Villamarin,Ramon Domenech,Fernando De Andres,Jose Manuel Taure, Agustin Milian, Jose Luis Sagarribay
- Años 1980-1990: Joan Sagales,Antonio Argudo,Eugeni Castellvi,Vicente Calabuig,Jº Mª Pagoaga,Juan Jose Uria,Petrit Fezjula,Oscar Grau,Fernando Barbeito,Eugeni SerranoNacho Novoa,Juan Pedro Muñoz,Juan Francisco Muñoz Melo,Felix Cid,Erhad Wunderlich,Milan Kalina,Cecilio Alonso, Juan De la Puente
- Años 1990-2000 László Nagy, Veselin Vujovic,Lorenzo Rico,Mateo Garralda,Xavier Pascual,Demetrio Lozano,Enric Masip,Andrei Xepkin,Zlatko Portner,Patric Cavar,Rafaeel Guijosa, Xavier O´Callaghan, David Barrufet,A. Carlos Ortega,Tomas Svensson,Iñaki Urdangarin, Fernando Barbeito
- Años 2000-2010: David Barrufet,Lazlo Nagy,Viran Morros,Valero Rivera Folch,Jerome Fernandez,Juan Garcia,Iker Romero, Victor Tomas
- Años 2010-2020: Siarhei Rutenka,Jesper Noddesbo,Cedric Sorhaindo, Raúl Entrerríos, Victor Tomas, Gonzalo Pérez de Vargas,Aitor Ariño,Kiril Lazarov, Dika Mem, Casper Mortensen, Luca Cindric,David Saric,Eduardo Gurbindo,Daniel Sarmiento,Albert Rocas,Arpad Strerbik,Juan Garcia,Nikola Karabatic, Timothey N'Guessan, Aleix Gómez
- Años 2020-: Ludovic Fabregas, Gonzalo Pérez de Vargas, Timothey N'Guessan, Aleix Gómez, Aitor Ariño, Raúl Entrerríos, Dika Mem, Luka Cindrić, Ángel Fernández, Emil Nielsen, Melvyn Richardson

### Números retirados
- 2 - Òscar Grau
- 4 - Xavier O'Callaghan
- 5 - Enric Masip
- 7 - Iñaki Urdangarín
- 8 - Víctor Tomás González
- 14 - Joan Sagalés
- 16 - David Barrufet

## Palmarés

### Torneos internacionales (28+12)
| Competición | Títulos | Subcampeonatos                              |
| --- | --- | ------------------------------------------- |
| Campeonato Mundial de Clubes (5/2)                                                                                   | 2013-14, 2014-15, 2017-18, 2018-19, 2019-20. (Récord)                                                                | 2021-22, 2022-23.                           |
| Liga de Campeones (12/5)                                                                                             | 1990-91, 1995-96, 1996-97, 1997-98, 1998-99, 1999-00, 2004-05, 2010-11, 2014-15, 2020-21, 2021-22, 2023-24. (Récord) | 1989-90, 2000-01, 2009-10, 2012-13, 2019-20 |
| Recopa de Europa (5/0)                                                                                               | 1983-84, 1984-85, 1985-86, 1993-94, 1994-95. (Récord)                                                                |                                             |
| Copa EHF (1/1) | 2002-03 | 2001-02                                     |
| Supercopa de Europa (5/1)                                                                                            | 1996-97, 1997-98, 1998-99, 1999-00, 2003-04. (Récord)                                                                | 2000-01                                     |
| Liga de los Pirineos (12/3) (Interfederativo oficial hasta 2012, hoy en día torneo regional "Supercopa de Cataluña") | 1997-98, 1998-99, 1999-00, 2000-01, 2001-02, 2003-04, 2005-06, 2006-07, 2007-08, 2009-10, 2010-11, 2011-12. (Récord) | 2002-03, 2004-05, 2008-09                   |

### Torneos nacionales (108)
| Competición                | Competición                           | Títulos | Subcampeonatos |
| -------------------------- | ------------------------------------- | --- | --- |
| Liga (32/17)               | División de Honor de balonmano (8/10) | 1968-69, 1972-73, 1979-80, 1981-82, 1985-86, 1987-88, 1988-89, 1989-90. | 1953-54, 1957-58, 1967-68, 1970-71, 1974-75, 1980-81, 1982-83, 1983-84, 1984-85, 1986-87.                                     |
| Liga (32/17)               | Liga Asobal (24/7)                    | 1990-91, 1991-92, 1995-96, 1996-97, 1997-98, 1998-99, 1999-00, 2002-03, 2005-06, 2010-11, 2011-12, 2012-13, 2013-14, 2014-15, 2015-16, 2016-17, 2017-18, 2018-19, 2019-20, 2020-21, 2021-22, 2022-23, 2023-24, 2024-25. (Récord)                                              | 1994-95, 2000-01, 2001-02, 2003-04, 2007-08, 2008-09, 2009-10.                                                                |
| Copa del Rey (29/14)       | Copa del Rey (29/14)                  | 1968-69, 1971-72, 1972-73, 1982-83, 1983-84, 1984-85, 1987-88, 1989-90, 1992-93, 1993-94, 1996-97, 1997-98, 1999-00, 2003-04, 2006-07, 2008-09, 2009-10, 2013-14, 2014-15, 2015-16, 2016-17, 2017-18, 2018-19, 2019-20, 2020-21, 2021-22, 2022-23, 2023-24, 2024-25. (Récord) | 1957-58, 1970-71, 1973-74, 1976-77, 1980-81, 1985-86, 1988-89, 1991-92, 1995-96, 1998-99, 2002-03, 2004-05, 2007-08, 2011-12. |
| Copa Asobal (18/6)         | Copa Asobal (18/6)                    | 1994-95, 1995-96, 1999-00, 2000-01, 2001-02, 2009-10, 2011-12, 2012-13, 2013-14, 2014-15, 2015-16, 2016-17, 2017-18, 2018-19, 2019-20, 2020-21, 2021-22, 2022-23.(Récord) | 1993-94, 1998-99, 2002-03, 2003-04, 2008-09, 2010-11.                                                                         |
| Copa de España (2/0)       | Copa de España (2/0)                  | 2023-24, 2024-25.(Récord) | |
| Supercopa de España (24/6) | Supercopa de España (24/6)            | 1986-87, 1988-89, 1989-90, 1990-91, 1991-92, 1993-94, 1996-97, 1997-98, 1999-00, 2000-01, 2003-04, 2006-07, 2008-09, 2009-10, 2012-13, 2013-14, 2014-15, 2015-16, 2016-17, 2017-18, 2018-19, 2019-20, 2020-21, 2021-22. (Récord)                                              | 1985-86, 1994-95, 2004-05, 2007-08, 2010-11, 2011-12.                                                                         |
| Supercopa Ibérica (3/0)    | Supercopa Ibérica (3/0)               | 2022-23, 2023-24, 2024-25.(Récord) | |

### Torneos regionales (24)
| Competición                  | Títulos | Subcampeonatos |
| ---------------------------- | --- | -------------- |
| Liga Catalana (12/0)         | 1981-82, 1982-83, 1983-84, 1984-85, 1986-87, 1987-88, 1990-91, 1991-92, 1992-93, 1993-94, 1994-95, 1996-97. (Récord) |                |
| Supercopa de Cataluña (12/0) | 2012-13, 2014-15, 2015-16, 2016-17, 2017-18, 2018-19, 2019-20, 2020-21, 2021-22, 2022-23, 2023-24, 2024-25. (Récord) |                |

## Entrenadores

### Entrenadores campeones de Liga y Copa de Europa
| Entrenador            | N.º | Años campeón de Liga                                                               | N.º | Años campeón de la Copa de Europa        |
| Valero Rivera         | 12  | 85-86, 87-88, 88-89, 89-90, 90-91, 91-92, 95-96, 96-97, 97-98, 98-99, 99-00, 02-03 | 6   | 90-91, 95-96, 96-97, 97-98, 98-99, 99-00 |
| Xavi Pascual          | 11  | 10-11, 11-12, 12-13, 13-14, 14-15, 15-16, 16-17, 17-18, 18-19, 19-20, 20-21        | 3   | 10-11, 14-15, 20-21                      |
| Antonio Carlos Ortega | 3   | 21-22, 22-23, 23-24                                                                | 2   | 21-22, 23-24                             |
| Xesco Espar           | 1   | 05-06                                                                              | 1   | 04-05                                    |
| Sergi Petit           | 1   | 81-82                                                                              |     |                                          |
| Miquel Roca           | 1   | 79-80                                                                              |     |                                          |
| Josep Vilà            | 1   | 72-73                                                                              |     |                                          |
| Antonio Lázaro        | 1   | 68-69                                                                              |     |                                          |
| --------------------- | --- | ---------------------------------------------------------------------------------- | --- | ---------------------------------------- |